# Brave (Marillion-album)
Brave är brittiska Marillions sjunde studioalbum som släpptes i februari 1994, och den tredje med sångaren Steve Hogarth. 

## Bakgrund
Brave är ett konceptalbum som baseras på en fiktiv historia om en kvinna, som i verkligheten hade hittats av polisen vid Second Severn Crossing, som var oförmögen, eller ovillig att prata. Hogarth vidareutvecklade historien, och fick även med texter som handlade om lögner i samhället, Living with the big lie, och Paper lies, som inspirerades av Robert Maxwells död, och skvallertidningar.
Marillion hade under 1992 byggt sin egen studio kallad The Racket Club där de påbörjade skrivandet av musiken samma år. Bandet startade sedan inspelningen av albumet i februari 1993 med producenten Dave Meegan. Inspelningen pågick längre än förväntat, och blev påkostad då Marillion först spelade in musiken i slottet Marouatte i Tocane-Saint-Apre, och fortsatte sedan i Parr Street studio i Liverpool. Musikaliskt skilde sig albumet kraftigt i jämförelse med föregående Holidays in Eden, då den var betydligt mörkare. Brave blev ingen framgång försäljningsmässigt, men har genom åren fått ett större erkännande, och kom senare att anses som en klassiker i Marillions katalog.
Brave nådde plats tio på UK Albums Chart, och blev den näst sista på EMI, där relationen med bandet blev mer och mer ansträngd. The Great Escape släpptes först som singel i januari 1994 endast i Nederländerna, och den efterföljdes i mars av The Hollow Man och i april Alone Again In The Lap Of Luxury. Marillion spelade även in en lågbudgetfilm regisserad av Richard Stanley (Hardware), som försenades på grund av filmcensur i Storbritannien, och släpptes först i februari 1995 på VHS. Filmen innehöll ett flertal låtar från albumet. 
23 maj 1994 spelade Marillion på Cirkus i Stockholm, och den 25 maj på Kulturbolaget i Malmö, där albumet spelades i sin helhet. Turnén nådde även Japan, och avslutades med två spelningar i Mexiko City i september 1994.Marillion spelade åter albumet i sin helhet på sin Marillion Weekend 2002, samt 2013.
År 1998 släpptes en remastrerad version som dubbel-CD med extra material, och 2018 släpptes en nymixad version av Steven Wilson.

## Låtlista
Musiken är komponerad av Hogarth/Rothery/Kelly/Trewavas/Mosley. Alla texter är skrivna av Hogarth utom där så anges.
1. Bridge – 2:52
2. Living with the Big Lie – 6:46
3. Runaway – (Hogarth/Helmer) – 4:41
4. Goodbye to All That – 12:26
  - I. Wave
  - II. Mad
  - III. The Opium Den
  - IV. The Slide
  - V. Standing in the Swing
5. Hard as Love – (Hogarth/Helmer) – 6:42
6. The Hollow Man – 4:08
7. Alone Again in the Lap of Luxury – 8:13
  - I. Now Wash Your Hands
8. Paper Lies – (Hogarth/Helmer) – 5:49
9. Brave – 7:54
10. The Great Escape – (Hogarth/Helmer) – 6:29
  - I. The Last of You
  - II. Falling from the Moon
11. Made Again (Helmer) – 5:02

## Musiker
- Steve Hogarth: sång
- Steve Rothery: gitarr
- Pete Trewavas: elbas
- Mark Kelly: keyboards
- Ian Mosley: trummor och slagverk
- Tony Halligan: Uilleann pipe
- Liverpool Philharmonic: Cello och Flöjt
- Darryl Way: Orkesterarrangemang på Falling from the Moon [14]